# 長林勝由
長林 勝由（ながばやし かつよし、1894年（明治27年）6月18日 - 1982年（昭和57年）2月7日）は、大日本帝国陸軍軍人。最終階級は陸軍少将。

## 経歴
1894年（明治27年）に石川県で生まれた。陸軍士官学校第28期卒業。1940年（昭和15年）8月1日に陸軍砲兵大佐進級と同時に野砲兵第34連隊長（第11軍・第34師団）に就任し、日中戦争に出動。南昌に展開し、国民革命軍第19集団軍と戦った。1941年（昭和16年）3月に気球連隊長（東部軍砲兵隊）に転じ、太平洋戦争に出征。1943年（昭和18年）6月には東部軍砲兵隊高級部員に就任した。
1945年（昭和20年）6月1日に第11砲兵司令官（第1総軍・第12方面軍・第53軍）に就任し、6月10日に陸軍少将に進級した。神奈川県平塚周辺に展開し、本土決戦に備える中で終戦を迎えた。
1947年（昭和22年）11月28日、公職追放仮指定を受けた。